# Łyski (ptaki)
Łyski (Fulicinae) – podrodzina ptaków z rodziny chruścieli (Rallidae).

## Zasięg występowania
Podrodzina obejmuje gatunki występujące w Ameryce, Eurazji, Afryce i Australazji.

## Systematyka
Do podrodziny należą następujące rodzaje:
- Himantornis Hartlaub, 1855 – jedynym przedstawicielem jest Himantornis haematopus Hartlaub, 1855 – chruścieloń
- Gymnocrex Salvadori, 1875
- Porphyriops Pucheran, 1845 – jedynym przedstawicielem jest Porphyriops melanops (Vieillot, 1819) – kureczka kropkowana
- Porzana Vieillot, 1816
- Tribonyx Du Bus, 1840
- Pareudiastes Hartlaub & Finsch, 1871
- Paragallinula Sangster, García-R & Trewick, 2015 – jedynym przedstawicielem jest Paragallinula angulata (Sundevall, 1850) – kokoszka mała
- Gallinula Brisson, 1760
- Fulica Linnaeus, 1758
- Porphyrio Brisson, 1760
- Rufirallus Bonaparte, 1856
- Coturnicops G.R. Gray, 1855
- Laterallus G.R. Gray, 1855
- Poliolimnas Sharpe, 1893  – jedynym przedstawicielem jest Poliolimnas cinereus (Vieillot, 1819) – bagiewnik białobrewy
- Megacrex D’Albertis & Salvadori, 1879 – jedynym przedstawicielem jest Megacrex inepta D’Albertis & Salvadori, 1879 – kusowodnik
- Aenigmatolimnas J.L. Peters, 1932 – jedynym przedstawicielem jest Aenigmatolimnas marginalis (Hartlaub, 1857) – bagiewnik kreskowany
- Gallicrex Blyth, 1852 – jedynym przedstawicielem jest Gallicrex cinerea (J.F. Gmelin, 1789) – kokosznik
- Amaurornis Reichenbach, 1853
- Rallina G.R. Gray, 1846
- Zapornia Leach, 1816